# Liste von J-Pop-Musikern
Die nachstehende Liste von J-Pop-Musikern erfasst sowohl Solokünstler, als auch Musikgruppen. Vom Jazz-Genre, über New Music und City Pop (mit einem urbanen Thema), bekam die Musikrichtung in den 1990ern den Titel J-Pop. Dieses Genre repräsentiert die moderne japanische Pop-Kultur.

## Alphabetische Liste bekannter J-Pop-Künstler

### !–9
- °C-ute
- Λucifer
- 9nine

### A
- AAA
- Aiba Masaki
- Aco
- Ado
- Aiko
- Ai
- Aiba, Aina
- Aiuchi Rina
- AKB48
- Akanishi Jin
- Akase, Akari
- Akeboshi
- alan
- Alice
- Alice Nine
- Azuna, Riko
- Alice Tanaka
- Aki Angela
- Amuro Namie
- Aoyama Thelma
- Arashi
- Ayabie
- Ayaka
- AZU

### B
- Babymetal
- Beni (früher Arashiro, Beni)
- Berryz Kobo
- Bonnie Pink
- Bright
- The Brilliant Green
- Buono!

### C
- Calliope Mori
- Candies
- Capsule
- Chara
- Chemistry
- Chihara, Minori
- Cliff Edge
- Country Musume
- Crystal Kay

### D
- D-51
- Da-Ice
- Dazbee
- Denda, Mao
- Dizon, Leah
- DJ Ozma
- Do As Infinity
- Dream

### E
- Ebichu
- Erika Sawajiri
- Every Little Thing
- Eir Aoi
- Exile

### F
- Faky
- Flumpool
- Fujikawa, Chiai
- Fukada, Kyōko

### G
- Gackt
- Garnet Crow
- Gille
- Gotō, Maki

### H
- Hajim, Chitose
- Halca
- Hamasaki Ayumi
- Hatsune Miku
- Hayashibara Megumi
- Hirai Ken
- Hiran, Aya
- Hiromi
- Hisakawa Aya
- Horie Yui
- Hoshimachi Suisei
- HY

### I
- Ikuta, Lilas
- Imai, Miki
- Inaba, Kōshi
- Ishida, Yōko
- Ishikawa, Chiaki
- Itō, Yuna

### J
- Jasmine
- Juju
- JUNNA

### K
- Kahala, Tomomi
- Kalafina
- Kana Nishino
- Kanjani8
- Kano
- KAT-TUN
- Katō, Miliyah
- Kawabe, Chieko
- Kawase, Tomoko
- Kawashima, Ai
- Kawasumi, Ayako
- Kinki Kids
- Kitade, Nana
- Kitō, Akari
- Kobukuro
- Kōda, Kumi
- Kokia
- KOTOKO
- Kuraki, Mai
- Kuroki, Meisa
- Kusumi, Koharu
- Kyary Pamyu Pamyu

### L
- Lia
- Little by Little
- Lufkin, Olivia

### M
- Masaki, Yuka
- Matsuda, Seiko
- Matsumoto, Jun
- Matsutōya, Yumi
- Matsuura, Aya
- May J.
- May’n
- May’s
- Melody.
- M-Flo
- Minami
- Minimoni
- Misia
- Misono
- Miura, Daichi
- Miyavi
- Mizuki, Nana
- Momoi, Haruko
- Momoiro Clover Z
- Monkey Majik
- Morning Musume
- moumoon
- m.o.v.e
- Mr.Children
- Ms.Ooja
- Mamoru Miyano

### N
- Nakahara, Mai
- Nakamori Akina
- Nakashima, Mika
- NEWS
- Ninomiya, Kazunari
- Nishikawa, Takanori (T.M. Revolution)
- Nishimoto, Rimi
- Nogizaka46

### O
- Ogata, Megumi
- Ōhara, Yuiko
- Ōhashi, Ayaka
- Okada, Yukiko
- Onitsuka, Chihiro
- Ōno, Satoshi
- Onyanko Club
- Orange Range
- Ōtsuka, Ai

### P
- PassCode
- Perfume
- Pizzicato Five
- Poppin’Party
- Puffy AmiYumi

### R
- Rats & Star
- Radwimps
- Remioromen

### S
- Saitō, Shuka
- Sakamoto, Maaya
- Sakamoto, Ryūichi
- Sakurai, Shō
- Sayuri
- Scandal
- See-Saw
- Shibasaki, Kō
- Shiina, Ringo
- Shimatani, Hitomi
- Shiritsu Ebisu Chūgaku
- Shonen Knife
- SKE48
- SMAP
- Sonim
- Speed
- Super Monkey’s
- Supercar
- Supercell
- Suzuki, Ami
- Suzuki, Masayuki
- S/mileage

### T
- Tamaki, Nami
- Tamura, Yukari
- Tanimura Nana
- Tee
- Terakawa, Aimi
- Tokyo Jihen
- Tsuchiya, Anna
- Two-Mix

### U
- UA
- Utada, Hikaru

### V
- ViViD

### W
- W (Band)
- w-inds.
- Wada, Kōji

### Y
- Yamada, Keiko
- Yamashita, Tomohisa
- Yoasobi
- Yōsei Teikoku
- Younha
- Yui

### Z
- ZARD
- Zone